# المغيرة
المغيرة مدينة ومنطقة صناعية وفلاحية تونسية، تتبع إدارياً لمعتمدية فوشانة من ولاية بن عروس.

### مواضيع ذات علاقة
- معتمدية فوشانة.
- ولاية بن عروس.